# Lessudden House

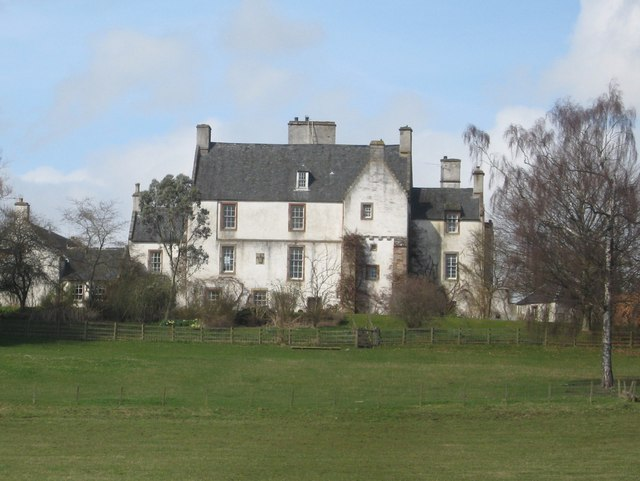
Lessudden House, 2010

Lessudden House ist ein Herrenhaus in der schottischen Ortschaft St Boswells in der Council Area Scottish Borders. 1971 wurde das Bauwerk in die schottischen Denkmallisten in der höchsten Denkmalkategorie A aufgenommen.

## Geschichte
Am Standort befand sich zuvor ein Wehrbau. Dieser wurde im Rahmen des Rough Wooing durch Truppen des Earls of Hertford 1545 geschleift. Kurz darauf wurden die wesentlichen Teile des heutigen Lessudden House erbaut. Erstmals wurde das Herrenhaus 1548 erwähnt. Zu dieser Zeit befriedete eine Wehrmauer das Anwesen, die 1780 abgebrochen wurde. Die Scotts of Raeburn erwarben Lessudden House im Jahre 1664 und nutzten es als Stammsitz. 1685 modernisierten die Scotts das Anwesen und erweiterten es. Aus dieser Bauphase stammt auch ein Taubenturm. Zwei Sonnenuhren wurden 1706 beziehungsweise 1739 hinzugefügt. Auf Lessudden House lebte unter anderem Walter Scott, der Urgroßvater des gleichnamigen Schriftstellers. Mit einem weiteren gleichnamigen Familienmitglied starb die Linie 1935 aus. Seine Witwe verstarb 1969.

## Beschreibung
Lessudden House liegt nahe dem rechten Tweed-Ufer am Nordostrand von St Boswells. Der im 16. Jahrhundert erbaute Gebäudeteil bildet den wesentlichen Teil von Lessudden House. Neben Überarbeitungen und kleineren Ergänzungen im Laufe der Jahrhunderte wurde im 17. Jahrhundert ein Flügel hinzugefügt. Die Gestaltung des Innenraums entstammt zu weiten Teilen demselben Jahrhundert. Eine Wappenplatte mit dem Clanwappen der Scotts weist das Baujahr 1666 aus. Nahe der Platte springt der in neuerer Zeit hinzugefügte Eingangsbereich hervor. Das Mauerwerk des dreistöckigen Gebäudes mit ausgebautem Dachgeschoss ist verputzt. Neben einem halbrund heraustretenden Treppenturm an der Nordseite ragt ein ungewöhnlich wuchtiger Kamin auf.